# Acer Iconia
Acer je predstavio svoj prvi tablet računar tokom globalne konferencije za novinare u Njujorku 23. novembra 2010. godine. 
Porodica acer takođe uključuje veliki ekran smartphone pod nazivom Iconia Smart.

## Iconia serije
- Iconia Smart – 4.8 u (120 mm) Smartfon / tablet
- Iconia Tab A100 – 7 u (180 mm) Android tabletu
- Iconia Tab A110 - 7 u (180 mm) Android tabletu
- Iconia Tab A200 – 10.1 u (260 mm) Android tabletu
- Iconia Tab A210 – 10.1 u Android tabletu
- Iconia Tab A500 – 10.1 u Android tabletu
- Iconia Tab A510 – 10.1 u Android tabletu
- Iconia Tab A700 – 10.1 u Android tabletu
- Iconia Tab W500 – 10.1 u Windows tabletu
- Iconia Tab W510 - Windows tabletu
- Iconia Tab W700 - Windows tablet[тражи се извор]
- Iconia A3 - 10.1 u Android tabletu
- Iconia W4 – 8 u Windows tabletu
- Iconia B1 - 7 u (180 mm) Android tablet

### Iconia Smart
Ovo je tablet veličine smartfona 4,8 in (120 mm) za obične monitore, 21:9 je format slike ,sa 1024×480 rezolucijom ekrana . Radi na Androidu 2.3 operativnom sistemu , i opremljen je sa kamerom od 8 megapiksela sa led bilcem , i prednjom kamerom od 2 megapiksela koja se koristi za video pozive.

### Iconia Tab A100
Tablet iconija A100 je najmanji tablet u seriji . On radi na android operativnom sistemu 3.2, i ima kapacitivni ekran osetljiv na dodir sa 1024 x 600 rezolucijom ekrana. Iconija podržava više mogućnosti povezivanja uključujući i WI-FI ( u verziji 101 ),3G opseg i GPS sistem. Iconia tablet ima žiro-senzor i kompas. A100 serija ima Nvidia sistem na čipu ,5 megapiksela kameru i prednju kameru od 2 megapiksela.
Acer je objavio ispravku za A100 na Android 4.0.3 Ice Cream Sandwich.

### Iconia Tab A110
Objavljen je u oktobru 2012. godine, A110 sadrži 8GB interne fleš memorije, 1GB rama i ekran mu je 7 inča i radi na rezoluciji od 1024*600. Takođe ima prednju kameru od 2MP. Isporučuje se sa operativnim sistemom Аndroid 4.0, ali se može nadograditi i na Аndroid 4.1.

### Iconia Tab A200
Ovaj model je slično opremljen kao A500, ali mu zbog nedostatka budžeta nedostaje zadnja kamera i HDMI port. Postoje dva modela koja nude 8 ili 16GB interne fleš memorije i 1GB DDR2 sistemske memorije. Opremljen je sa dual-kor Nvidia Tegra 2 SoC procesorom , i ima rezoluciju ekrana 1280 × 800. A200 ima USB i mini USB ulaz, kao i MicroSD slot. Uređaj se isporučuje sa android 3.2 operativnim sistemom.
Ufebruaru 2012 godine,apdejt za android 4.0.3 je dostupan za skidanje. On dolazi sa WI-FI i Bluetooth povezivanjem kao i sa standardnim USB kablom, koji preko USB porta omogućavaju direktno povezivanje sa računarom, štampačom, ili nekim drugim uređajem koji ima USB priključak.

### Iconia Tab A210
Objavljen je u novembru 2012. godine, njegova dva modela nude 8 ili 16GB kapaciteta i 1GB DDR3 sistemske memorije. Svaki ima 10 inča sa rezolucijom ekrana 1280 × 800, TFT displej i Nvidia Tegra 3 SoC kuad core 1.2 GHz procesorom, i grafika visokih perfomansi "12 -core NVIDIA GeForce GPU". Takođe ima prednju kameru od 2MP, Isporučuje se sa Android 4.0 operativnim sistemom, ali se može nadograditi na Android 4.1. Baterija mu traje u proseku 8 sati, ima 2 USB 2.0 porta i 1 Mikro USB 2.0 port sa SD memorijskom karticom od 32Gb kapaciteta. Težina- 1,5 kg , ima i Bežični Tip 802.11n Bluetooth 2.1 + EDR Senzori.

### Iconia Tab A500
Iconia Tаб A500 tablet pokreće Android 3.0 operativni sistem . Од 4/28/2012 tableta je ažuriran na Android 4.0 (Ice Cream Sandwich). Opremljen je sa Nvidia Tegra 2 procesorom i 13.3mm debljine sa 1280×800 rezolucijom slike i 1080p HDMI kapaciteta. Podržava WI-FI povezivanje ( Iconia Tab A501 podržava 3G + Wi - Fi povezivanje ). Iconia Tablet A500 poseduje i kameru okrenutu pozadi od 5 MP plus prednju kameru okrenutu HD , za video čet .
Specifikacije :
- 10.1 in ( 260 mm) TFT LCD dispej LED pozadinsko osvetljenje, rezolucija 1280 × 800
- Nvidia Tegra 250 1 GHz dual-core
- 1 GB DDR2 memorije i SSD 8-32 GB storage , 64 GB memorije za skladištenje dostupan u nekim zemljama
- Android 3.0 Honeicomb , nadogradi na Ice Cream Sandwich 4.0.3 od aprila 2012. godine.
- Wi - Fi 802.11 b / g / n, Bluetooth i
- HDMI i 1 × USB 2.0 porta
- Li-Ion 3 - ćelijska baterija traje 8-10 sati .

### Iconia Tab A501
Sličan je kao A500 samo sto ima i 3G uslugu .

### Iconia Tab A510
Iconia Tablet A510 je prikazan po prvi put na CES-u 2012. Ovaj tablet je pušten na slobodu 22. marta 2012. godine . i mogao je da se unapred naruči.
Specifikacije:
- 10.1 in ( 260 mm) inčni ekran osetljiv na dodir (mak 10 . Prst ulaza )
- Nvidia Tegra 3 1.3GHz quad Core[2]
- 1 GB DDR2 memorije
- 32 GB memorije za skladištenje
- 5 megapiksela zadnja kamera
- 1 megapiksela prednja kamera
- Android 4.0 Ice Cream Sandwich
- Wi - Fi 802.11 b / g / n, Bluetooth 2.1 + EDR
- HDMI i 1 × USB 2.0 port
- Sposoban za HD igre

### Iconia Tab A511
Sličan je kao A510 samo sto ima i 3G uslugu .

### Iconia Tab A700
Procesor mu je Nvidia Tegra 3 T30 i sa rezolucijom ekrana 1920×1200.

### Iconia Tab A701
Sličan je kao i A700 ali sadrži i 3G širokopojasne modeme.

### Iconia Tab 8
Acer je 31. maja 2014. godine najavio novi osmoinčni Iconia Tablet 8 sa procesorom Intel Atom Z3745, rezolucijom slike 1920x1200 i 2GB ram memorije.

### Iconia Tab 7
Iconia Tab 7 je sedmoinčni tablet sa 3G Androidom koji ima telefonsku funkcionalnost, kao i prenos podataka. Najavljen je 29. aprila 2014 , u Njujorku, a na tržiste je lansiran у мају 2014. године.

### Iconia A1—810
U aprilu 2013 , Samsung je najavio prvu generaciju Acer A1 tableta, sa 7,9-inčnim Android tabletom, 1.2GHz Mediatek quad-core procesorom i objavljen je u maju iste godine.

### Iconia A1—830
U januaru 2014. godine , HP je najavio drugu generaciju Acer A1 tableta , što je 7,9 - inčni Android tablet koji će biti objavljen u februaru 2014 , i može se kupiti za 149 $ u SAD.

### Iconia W3
Acer Iconia W3 je uručen učesnicima Microsoft Build konferencije u junu 2013 god. To je bio u svetu prvi 8.1 tablet sa widows 8 operativnim sistemom. Na prodajnoj verzija koja ima kapacitet od 32GB kostala je 379.99 $ u SAD,a Verzija koja ima kapacitet od 64GB kostala je 429.99$ u SAD. Od tada je zamenjena Acer Iconia W4, ona ima Intel Atom procesor Z2760, i pokreće windows 8.1.

### Iconia Tab W500
Iconia Tab W500 može da se poveže na kucnu mrežu,i da deli multimedijalni sadržaj sa drugim omogućenim uređajima.Karakteristike:
- 10.1 in (260 mm) TFT LCD Display LED Backlight 1,280×800 Resolution
- AMD Fusion C-50 1 GHz dual core CPU
- 2 GB DDR3 memory and SSD 32 GB storage
- Windows 7 Home Premium 32-bit OS
- WI-FI 802.11 b/g/n & Bluetooth enabled
- HDMI, USB 2.0 port
- AMD Radeon HD 6250 Graphics
- Li-ion 3-cell baterija koja traje oko 6 sati

### Iconia Tab W510
Iconia Tab W510 je laptop računar koji radi na windows 8 operativnom sistemu.
Ostale karakteristike :
- Intel Atom procesor Z2760
- Acer CineCrystal LED-backlit TFT LCD
- WI-FI
- Bluetooth
- Prednja i zadnja kamera
- 64GB za skladištenje
- Intel Graphics Media Accelerator 3650[5]

### Iconia Tab B1(1st gen.)
Samsung predstavio prvu Iconia B1 u aprilu 2013. Ona tvrdi da je tablet sa velikim specifikacijama za budzetsku kupovinu. Cena mu je oko 154$ u USD. Samsung napravio svoju prvu najavu na CES-u 2013, gde je dao uvid u njene nove verzije tableta a Iconia B1 je jedan od njih.

#### Hardver i dizajn
Tableta ima 1.2 GHz dual core procesor, MediaTek sa 512 MB RAM-a i ima TFT LCD ekran od 7 inča sa 1024 × 600 piksela rezolucije sa gustinom piksela od oko 170 ppi . Tableta je težak 320 grama , a ima i plastični poklopac sa velikom crnom maskom . Vrh tableta poseduje ACER brendiranje i VGA kameru na prednjoj ali ne i na zadnjoj strani. Takođe, na poleđini tableta , postoji Acer brend mark i zvučnik rešetke . Mikro i USB priključak se nalaze na dnu, slot za mikro je SD-kartica, i priključak za slušalice od 3,5 mm koji je na vrhu . Jačina zvuka i taster za napajanje je takođe sačinjen od plastike i nalazi se na desnoj strani tableta . 

#### Softver i interfejs
Operativni sistem na Iconia B1 tabletu je Android 4.1.2 Jelly Bean. Verzija plej storija mu je 3.10 sto je najnovije od gugla. Na ekranu postoje 3 kapacitivnih tastera - za dom, za nedavnu aplikaciju i za nazad dugme. U brzim podešavanjima postoje opcije za GPS, osvetljenost ekrana, rotacija ekrana, Bluetooth, aeroplan mod , WI-FI uključivanje i prečica do podešavanja aplikacija koje se nalaze na vrhu obaveštajne fioke. Korisnici mogu da dodaju do 5 početnih ekrana sa različitim prečicama od aplikacija. Aplančer omogućava korisnicima da dodaju šest aplikacija istovremeno. Loša strana je da čak i sa Jelly Bean 4.1.2 i dual core procesorom tu je primetno zaostajanje, dok se krećete kroz početni ekran, ili čak i prebacivanje između aplikacija, ali mogući razlog bi mogao biti i RAM memorija jer sadrži samo 512 MB,a drugi mogući razlog bi mogao biti i vrsta procesora.

#### Specifikacije
- Android Jelly Bean operativni sistem
- Mediatek dual core 1.2 GHz procesor ( MTK 8317T )
- 7 - inčni kapacitivni multitač dijagonalni HD ekran sa 1024 × 600 rezolucijom
- 512 MB RAM-a
- 8 GB interne memorije
- Bežično povezivanje :
- -Wi - Fi 802.11b / g / n,
- Bluetooth® bežična tehnologija 4.0
- GPS-
- 3.5 mm slušalice / slušalice / mikrofon
- Interni zvučnik
- MicroSD slot do 32 GB podrške
- Prednja 0.3 megapiksela kamera
- Punjiva 2.710 mAh baterija
- Mikro-USB ( punjenje i PC povezivanje ) sa USB 2.0
- Dimenzije : 197.4 mm k 128.5 mm k 11.3 mm
- Težina : 320 g

### Iconia Tab B1—720 (3rd gen.)
Acer je predstavio novu Acer Iconiu B1-720 3.januara 2014 godine, sa nadznakom da ce biti u prodaji oko sredine februara 2014 godine. Poseduje novi 1.3 GHz procesor, i nadogradnju na tač skrin. Cena u SAD-u mu je 129$.

### Iconia One 7
Predstavljen je 29.aprila 2014 godine, Acer Iconia jedan 7 je lansiran kao Android 4.4 tablet sa Intel Atom procosorom, 7-inčnim ekranom. Datum kada bi trebalo da bude u prodaji je jun 2014 godine.